# 上海市第一妇婴保健院
上海市第一妇婴保健院（英語：Shanghai First Maternity And Infant Hospital）是上海市的一家三級甲等婦產科專科醫院。

## 历史
成立於1947年，最初名為上海市市立婦嬰保健院。1950年搬遷至長樂路前中西療養院舊址。1952年更名為上海市第一婦嬰保健院。1995年，該院被评为三级甲等专科医院。2006年，該院加掛同济大学附属第一妇婴保健院牌子。2013年8月，上海市第一妇婴保健院東院在上海市浦東新區高科西路建成開放，同時長樂路院區則成為上海市第一妇婴保健院西院。2017年至2021年期間，西院大修。

## 地址
- 西院：上海市静安区长乐路536号
- 东院：上海市浦东新区高科西路2699号

## 外部連結
- 官方网站